# Moulay Bouzarqtoune
Moulay Bouzarqtoune (àrab مولاي بوزرقطون) és una comuna rural de la província d'Essaouira de la regió de Marràqueix-Safi. Segons el cens de 2014 tenia una població total de 6.069 persones.